# Harold Kreis
Pour les articles homonymes, voir Kreis (homonymie).
Temple de la renommée allemand :
Harold Kreis (né le 19 janvier 1959 à Winnipeg, Manitoba) est un joueur de hockey sur glace germano-canadien devenu entraîneur. Harold Kreis est un membre du Temple de la renommée du hockey allemand.

## Joueur
En 1978, Heinz Weisenbach, l'entraîneur du Mannheim ERC, afin de solidifier son équipe qui vient d'atteindre l'élite, recherche des joueurs canadiens ayant des origines allemandes afin de contourner - d'une manière très controversée - la loi limitant le nombre de joueurs étrangers au sein d'une équipe. Harold Kreis se présente avec onze autres joueurs "germano-canadiens", dont cinq finalement rejoindront Mannheim : Kreis, Roy Roedger, Manfred Wolf, Peter Ascherl et Dan Djakalovic. Il part des Wranglers de Calgary, l'équipe junior de la Ligue de hockey de l'Ouest du Canada. Après son émigration, il joue 19 saisons sans interruption pour le Mannheim ERC en Bundesliga qui deviendra en 1994 les Adler Mannheim dans la Deutsche Eishockey Liga. Il a joué 891 matchs et marqué 598 points. Il deviendra champion d'Allemagne en 1980 puis en 1997. Il finira capitaine et se retire après ce second titre.
La carrière allemande de Kreis commence le 7 septembre 1980 lors d'un match âpre contre Rote Teufel Bad Nauheim avec un dur revers. Après une charge contre la bande d'un joueur adverse il heurte la bande et est blessé gravement au visage au point d'être opéré. Trois mois plus tard seulement, il est de retour. Kreis est un joueur physiquement plus en forme et solide plus qu'à l'ordinaire. Il peut tenir 45 minutes sur la glace, soit deux fois plus qu'un autre joueur. Dans le même temps, il reçoit 628 minutes de pénalité dans toute sa carrière à Mannheim.

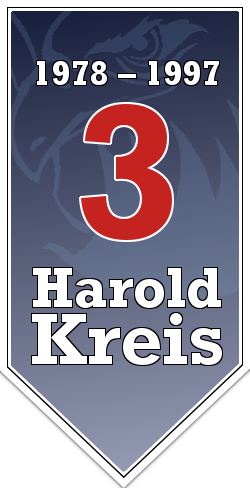
Fanion hommage au-dessus de la SAP-Arena

Harold Kreis reçoit une reconnaissance particulière pour ses grands exploits sportifs lors de son dernier match qui a lieu contre les Huskies de Cassel : un joueur adversaire lui remet le palet pour qu'il soit le dernier à le toucher à la fin du match. Son numéro, le n°3, est retiré pour qu'aucun joueur ne lui succède et un fanion symbolique portant son nom et son numéro est dressé au-dessus de la patinoire de la SAP-Arena.
Harold Kreis a été sélectionné 180 fois dans l'équipe d'Allemagne de hockey sur glace et y a accompli ici aussi de nombreuses performances.

## Entraîneur

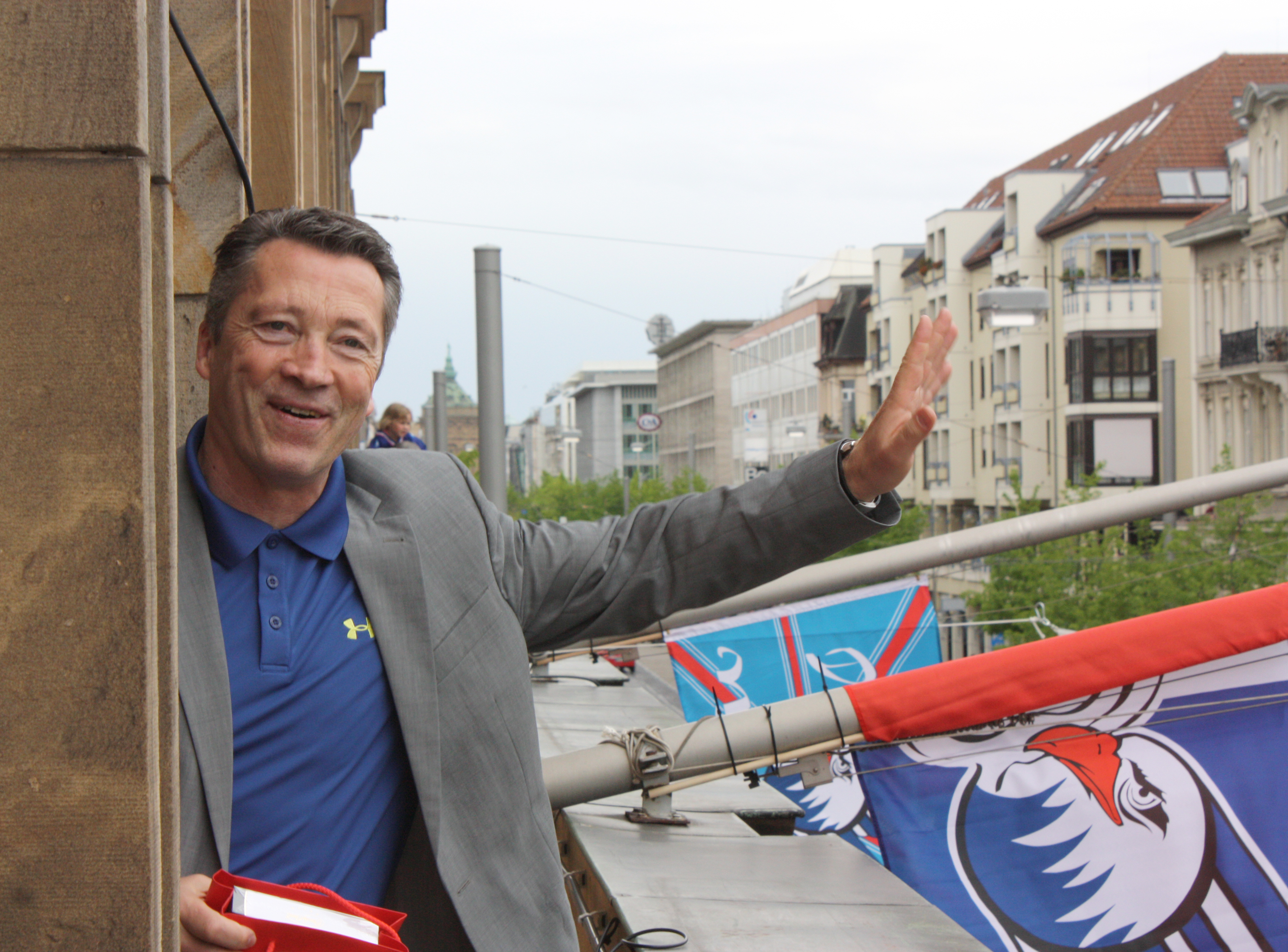
Harold Kreis, entraineur des Adler Mannheim lors de la saison 2011-2012

Après avoir terminé sa carrière de joueur, Harold Kreis a travaillé pendant trois ans comme entraîneur adjoint avec les Adler Mannheim puis les Kölner Haie lors de la saison 2000-2001. Il devient entraîneur des Rote Teufel Bad Nauheim, en deuxième division allemande. Pour le championnat du monde de Division I en 2002 à Eindhoven, il est l'entraîneur adjoint de l'équipe des Pays-Bas de hockey sur glace, aux côtés de Manfred Wolf, son ancien coéquipier. Il travaille ensuite dans le championnat de Suisse de hockey sur glace comme entraîneur adjoint et des jeunes du HC Davos.
À l'été 2005, Kreis devient l'entraîneur titulaire du HC Coire en championnat de Suisse de hockey sur glace D2. Le 10 mars 2006, il arrive au HC Lugano et l'amène au titre de champion de Suisse. La saison suivante, il est l'entraîneur des ZSC Lions de Zurich. Il échoue d'abord en play-offs de la saison 2006-2007 contre le HC Davos puis devient champion de la saison 2007-2008.
Harold Kreis revient en Allemagne avec les DEG Metro Stars à Düsseldorf qui deviennent vice-champions en 2009. En 2010, il est de retour avec les Adler Mannheim et est encore leur entraîneur.
En mars 2010, il est annoncé que Harold Kreis assumera également le poste d'entraîneur adjoint de l'équipe d'Allemagne de hockey sur glace. Le 31 décembre 2013, Adler Mannheim et Harold Kreis se séparent d'un commun accord après une série de défaites.
De 2014 à 2018, il est l'entraîneur du EV Zoug. Il s'engage ensuite au Düsseldorfer EG, en DEL.